# Såradmärket

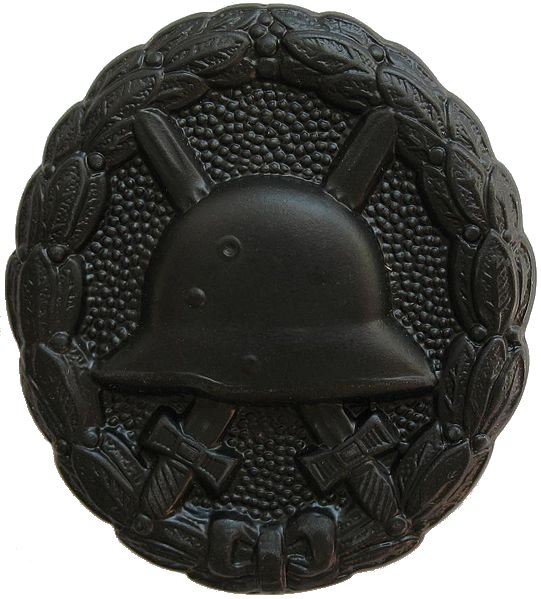
Såradmärket i svart från första världskriget.

Såradmärket (tyska: Verwundetenabzeichen) var en tysk utmärkelse som instiftades år 1918. Utmärkelsen uppvisar en hjälm som huvudmotiv. Såradmärket instiftades på nytt av Adolf Hitler år 1939 och på hjälmen placerades då ett hakkors.

## Klasser
- Guld – 5 eller fler skador i strid
- Silver – 3 eller 4 skador i strid
- Svart – 1 eller 2 skador i strid

## 20 juli 1944

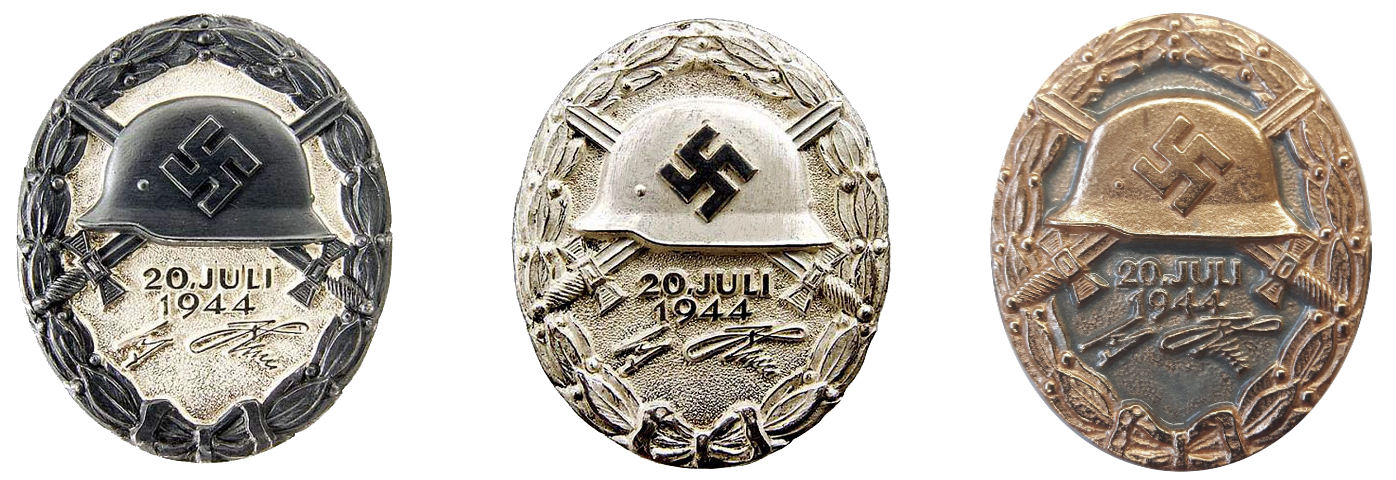
Såradmärket den 20 juli 1944 i svart, silver och guld.

Efter 20 juli-attentatet mot Adolf Hitler år 1944 infördes en ny version av Såradmärket. Denna utmärkelse har datumet 20 JULI 1944 och ett faksimil av Adolf Hitlers namnteckning. Den utdelades till de 24 personer (varav 4 postumt) som hade närvarat vid Hitlers överläggning i konferensbaracken i Varglyan.

### Webbkällor
- ”Wound Badges” (på engelska). Wehrmacht-Awards.com. Arkiverad från originalet den 18 februari 2013. https://www.webcitation.org/6EX6kOADn?url=http://www.wehrmacht-awards.com/service_awards/wound_badges_main.htm. Läst 18 februari 2013.